# Arxama cretacealis
Arxama cretacealis là một loài bướm đêm trong họ Crambidae.